# Luis René López
Luis René López Freites (* 27. února 1978 Cumaná) je bývalý venezuelský zápasník – judista.

## Sportovní kariéra
S judem začínal v 8 letech v Cumaná ve státě Sucre. V druhé polovině devadesátých let dvacátého století se dostal s bratrem Luisem Gregoriem do reprezentačního výběru trenéra Humberta Soazy. V roce 2000 obsadil ve střední váze do 90 kg panamerickou kontinentální kvótu pro start na olympijských hrách v Sydney, kde prohrál v úvodním kole s Portorikáncem Carlosem Santiagem na ippon technikou kata-guruma. Od roku 2002 se na významných mezinárodních turnajích neukazoval.

## Výsledky
| Turnaj                  | 1996      | 1997      | 1998         | 1999         | 2000         |
| Turnaj                  | 18        | 19        | 20           | 21           | 22           |
| Turnaj                  | polotěžká | polotěžká | střední váha | střední váha | střední váha |
| ----------------------- | --------- | --------- | ------------ | ------------ | ------------ |
| Olympijské hry          | —         |           |              |              | úč.          |
| Mistrovství světa       |           | —         |              | úč.          |              |
| Panamerické hry         |           |           |              | 5.           |              |
| Panamerické mistrovství | —         | 3.        | —            | úč.          | —            |
| Jihoamerické hry        |           |           | ?            |              |              |
| Středoamerické a k. hry |           |           | 3.           |              |              |
| Bolívarské hry          |           | 1.        |              |              |              |
| MS juniorů              | úč.       |           |              |              |              |